# Ракета-носій

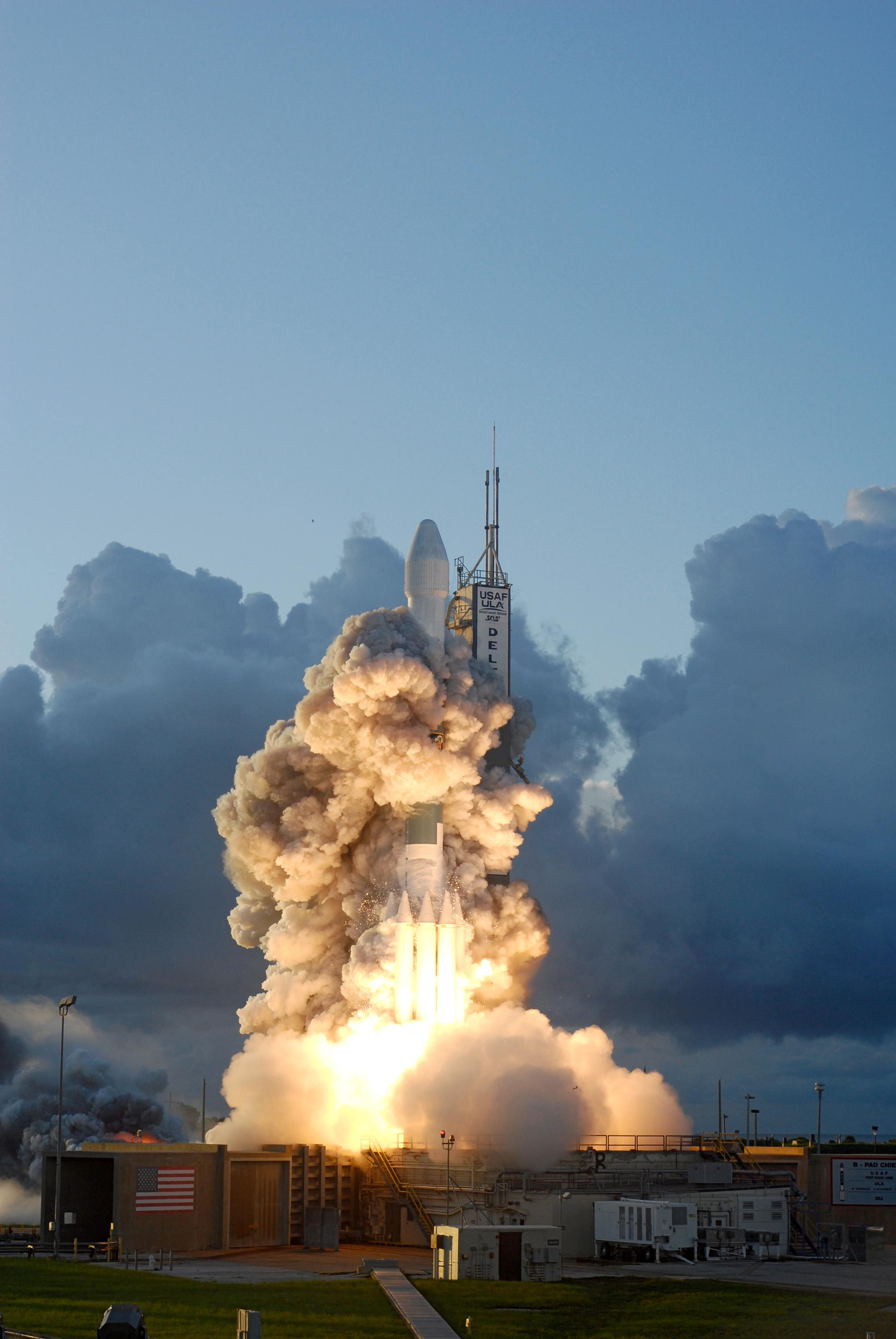
Зліт ракети-носія Delta-2 27 вересня 2007 року.

Ракета-носій (або РН) — апарат, що використовує принципи реактивного руху і призначений для виведення корисного вантажу в космічний простір. Цей термін часто помилково називають ракетоносієм, оскільки ракетоносій — це те, що носить саму ракету (корабель, потяг тощо).

## Історія
Більшість перших ракет-носіїв, розроблених наприкінці п'ятдесятих років XX століття, з'явились після незначної модернізації військових балістичних ракет, особливо міжконтинентальних. Першою була ракета-носій «Супутник» на базі Р-7. Ракети-носії сімейства Р-7 стали основою для радянської космічної програми. Американські військові почали виготовляти космічні ракети після провалу програми «Венгард», призначеної для доставлення американських наукових супутників на орбіту під час Міжнародного геофізичного року (1957—1958).
Серед перших ракет були перебудовані PGM-11 Редстоун, PGM-17 Тор (згодом Дельта) і SM-65 Atlas. Тоді почалась космічні перегони між США і Радянським Союзом й інженерам по обидва боки довелось розв'язувати складні проблеми, пов'язані переважно з роботою ракетних двигунів і стабільністю польоту. В кінці п'ятдесятих років почали розробляти перші супутники-шпигуни та вони ж стали першими науково-дослідними програмами в космічному просторі (Супутник, Explorer, Піонер, Луна). Найвідомішими конструкторами ракет тоді були Вернер фон Браун і Сергій Павлович Корольов. Під керівництвом останнього в шістдесяті роки розроблені величезні ракети для польоту на Місяць, «Н-1», а фон Браун розробив американський носій «Сатурн V»
У шістдесяті роки деякі держави розробили ракети-носії з ракет військового призначення (наприклад, «Протон» в СРСР, «Діамант» у Франції й «Сатурн» і «Скаут» у США). Проте компанії-розробники цих ракет-носіїв більше цікавились створенням військових балістичних ракет, оскільки отримували фінансування з коштів, виділених на оборону. Винятком був американський «Сатурн V», який одразу був профінансований виключно шляхом агентства НАСА. Тоді існувало багато програм, розпочинались дослідження інших планет, таким чином, з'являлись нові вимоги для ракет-носіїв. Були розроблені такі потужні верхні ступені, як американський Центавр, що робило можливим політ у відкритий космічний простір щораз більших вантажів. Найбільш часто в цьому десятилітті використовували ракети Атлас і Delta у США і сімейство ракет Р-7 в СРСР. Паралельно з цим йшла розробка та випробування ракет Титан, Протон) та інших, які згодом довго використовували.
Першою ракетою-носієм, що доставила вантаж на орбіту, була радянська Р-7 (1957). 2011 року найпотужнішою ракетною системою у світі був американський «Спейс Шаттл» (корисне навантаження до 20—30 тонн, залежно від орбіти). Космічний човник сам не може називатися корисним навантаженням, оскільки є частиною багаторазової космічної системи. Тому корисне навантаження буде перебувати у визначеному діапазоні, що зумовлено параметрами вантажного відсіку човника і вимогами щодо безпеки екіпажу у випадку аварії. Без човника або орбітального корабля, система не працездатна, на відміну, наприклад, від системи Енергія-Буран.
У минулому стартували та потужніші ракети, як-от радянські «Н-1» і «Енергія» або американська «Сатурн V». Проте жодну з цих ракет не використовують.
У 2018 році британська космічна компанія Skyrora, науково-дослідний центр якої знаходиться в Україні (м. Дніпро), здійснить суборбітальний політ ракети-носія зі стартом у Шотландії. Ракета-носій буде генерувати 30 кН тяги на рівні моря та роль окиснювача у двигунах буде грати перекис водню, що дозволяє вважати Skyrora першою екологічною ракетою.

## Класифікація

### За розташуванням ступенів (компонуванням)
- поздовжнє компонування або тандемна — ступені розташовані один за одним і працюють по черзі. Таке компонування мала ракета-носій «Сатурн V».
- паралельне компонування або пакетна — кілька розташованих паралельно блоків різних ступенів працюють одночасно. Таке компонування мають ракети-носії сімейства Р-7.
  - умовно-пакетне компонування (півтораступенева схема) — усі ступені мають спільні баки для живлення стартових і маршових двигунів, які запускаються і працюють одночасно. По закінченню роботи стартових двигунів вони відкидаються.

### За кількістю ступенів
- одноступеневі — конструктивно найпростіші. Такими переважно були ранні балістичні бойові ракети, наприклад «Фау-2»;
- півтораступеневі — баки окисника і пального для усіх ступенів спільні, а першим ступенем є стартові двигуни. Такими були ракети-носії Атлас перших модифікацій;
- двоступеневі;
- триступеневі.

### За двигунами, які використовують
- рідинні
- твердопаливні
- різні поєднання рідинних і твердопаливних.

### За масою корисного навантаження
- метеорологічні ракети — нижче ННО;
- малі ракети-носії — до 2 т;
- ракети-носії середнього класу — 2—20 т;
- важкі ракети-носії — 20—50 т;
- надважкі ракети-носії — >50 т.

### Одноразові й багаторазові
Найбільшого поширення набули одноразові багатоступеневі ракети. Одноразові ракети мають високу надійність завдяки максимальному спрощенню всіх елементів. Слід уточнити, що одноступеневій ракеті для досягнення орбітальної швидкості необхідно мати кінцеву масу не більше 7—10 % від стартової, що при наявних технологіях робить їх економічно неефективними через низьку масу корисного вантажу. Наявність кількох ступенів дозволяє значно збільшити співвідношення маси корисного навантаження до початкової маси ракети. Водночас багатоступеневі ракети вимагають територій для падіння проміжних ступенів.
Повністю багаторазових ракет-носіїв не існує. Частково багаторазовими системами були американський «Спейс Шаттл» і радянська система «Енергія — Буран». Усупереч очікуванням, «Спейс Шаттл» не зміг забезпечити зниження вартості доставлення вантажів на орбіту, крім того, багаторазові транспортні космічні системи (БТКС) мають складний і тривалий етап передстартової підготовки (через підвищені вимоги надійності і безпеки при наявності екіпажу).
22 грудня 2015 року відбувся запуск частково багаторазової ракети Falcon 9, розробленої американською компанією SpaceX, після якого вдалося вперше здійснити успішне приземлення першого ступеню ракети. З 2016 року для економії палива посадки іноді здійснюють на плавучу в океані платформу Autonomous spaceport drone ship.

### Призначені для пілотованих і безпілотних польотів
Ракети для пілотованих польотів повинні мати більшу надійність (також на них встановлюється система аварійного порятунку), допустимі перевантаження для них обмежені (не більше 3—4,5 одиниць).
Першою ракетою-носієм, що доставила вантаж на орбіту, була радянська Р-7 (1957). А найпотужнішою вважають ракету «Сатурн V», яка у рамках космічної програми «Аполлон» підняла на орбіту корисний вантаж масою 140 т (включно із третім ступенем). Наразі її не використовують.